# Wegekapelle in Berg

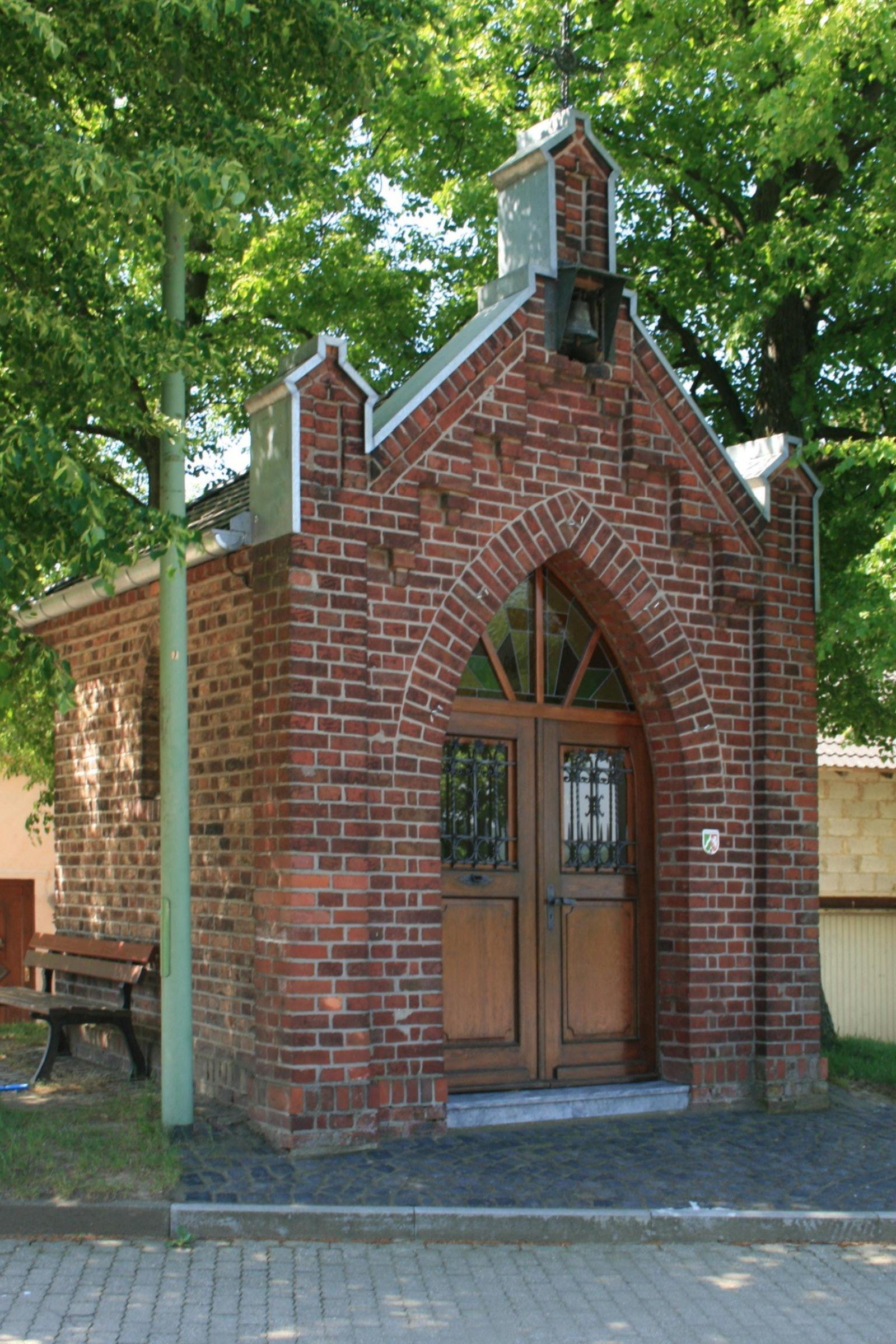
Kapelle Niederzier-Berg

Die Wegekapelle ist eine unter Denkmalschutz stehende katholische Kapelle vis-à-vis der Häuser Berg 1 bzw. 33  unmittelbar an der Landesstraße 12 im Weiler Berg, in Niederzier, einer Gemeinde in Nordrhein-Westfalen.
Die Kapelle ist ein zu Anfang des 20. Jahrhunderts errichteter Backsteinbau im neugotischen Stil. Sie ist 4,70 Meter hoch, 3,30 Meter breit und 3,65 Meter tief. Im Inneren befindet sich eine hölzerne Madonna. Berg gehört zur Pfarrei St. Cäcilia in Niederzier. Als Baudenkmal wurde sie am 30. April 1986 unter Nr. 20 in die Liste der Baudenkmäler der Gemeinde Niederzier eingetragen.